# Hamadryas ortygia
Hamadryas ortygia är en fjärilsart som beskrevs av Hans Fruhstorfer 1916. Hamadryas ortygia ingår i släktet Hamadryas och familjen praktfjärilar. Inga underarter finns listade i Catalogue of Life.